# 姚宗敬
姚宗敬，字宗敬，江西饶州府德興縣人，明朝政治人物、進士出身。
鄉試二十一名。洪武四年，會試一百一十六名，登進士三甲，授西安府澄城縣縣丞。